# Distrito de Carmen Salcedo
El Distrito de Carmen Salcedo es uno de los veintiún distritos que conforman la Provincia de Lucanas, ubicada en el Departamento de Ayacucho, (Perú).

## Historia
El distrito de Carmen Salcedo fue creado el 21 de diciembre de 1943, mediante ley N° 9867, en el gobierno del Presidente Manuel Prado Ugarteche. Su capital es el centro poblado de Andamarca.

## Autoridades

### Alcaldes
- 2019 - 2022[3]
  - Alcalde: Filiberto Alcides Canales Aguilar, de Desarrollo Integral Ayacucho.
  - Regidores:

  1. Román Cuevas Diaz (Desarrollo Integral Ayacucho)
  2. Thommy Jeffers Capcha Flores (Desarrollo Integral Ayacucho)
  3. Feliciana Agapita Huamaní Tito (Desarrollo Integral Ayacucho)
  4. Yaneth Roxana Astovilca Cupe (Desarrollo Integral Ayacucho)
  5. Melanio Huamaní Damián (Qatun Tarpuy)

Alcaldes anteriores
- 2015 - 2018: Nilton Eduardo Berrocal Flores.
- 2007 - 2010: Hugo Calixto Quispe Delgado.
- 2011 - 2014: Nolazco Paucar Inca

## Centros poblados y anexos
- Andamarca (Capital)
- ANEXO Huaccracca
- ANEXO Chiricre
- ANEXOHuayllawarmi
- ANEXO Parccacha